# Ghiacciaio Ellen
Il ghiacciaio Ellen (in inglese: Ellen Glacier) è un ghiacciaio situato sulla costa di Zumberge, nella parte occidentale della Terra di Ellsworth, in Antartide. In particolare, il ghiacciaio, il cui punto più alto si trova a oltre 2.000 m s.l.m., è situato nella parte centrale della dorsale Sentinella, nelle montagne di Ellsworth. Da qui esso fluisce in direzione sud-est scorrendo lungo il versante orientale del monte Jumper, per poi svoltare nettamente verso est e fluire tra le cime Maglenik, a nord, e le cime Sullivan, a sud, fino ad unirsi al flusso di ghiaccio Rutford. Lungo il suo corso al flusso del ghiacciaio Ellen si unisce quello di diversi ghiacciai suoi tributari, tra i quali il Crosswell, il Patton, il Pulpudeva, il Rumyana, il Fonfon, il Gerila e il Delyo.

## Storia
Il ghiacciaio Ellen è stato mappato dallo United States Geological Survey grazie a ricognizioni terrestri dello stesso USGS e a fotografie aeree scattate dalla marina militare statunitense nel periodo 1957-59 ed è stato poi così battezzato dal Comitato consultivo dei nomi antartici in onore del tenente colonnello dell'aeronautica statunitense Cicero J. Ellen, che comandò molte delle operazioni aeree che portarono alla costruzione della Base Amundsen-Scott nel periodo 1956-57.